# Materlândia
Materlândia är en kommun i Brasilien.   Den ligger i delstaten Minas Gerais, i den sydöstra delen av landet, 600 km sydost om huvudstaden Brasília. Antalet invånare är 4 595.
Omgivningarna runt Materlândia är huvudsakligen savann. Runt Materlândia är det glesbefolkat, med 17 invånare per kvadratkilometer.